# Robert Wells (låtskrivare)
Robert Wells, född Robert Levinson 15 oktober 1922 i Raymond, Washington, död 23 september 1998 i Santa Monica, Kalifornien, var en amerikansk låtskrivare. Han är känd för att ha skrivit "The Christmas Song" tillsammans med Mel Tormé i mitten av 1940-talet.
Wells studerade vid University of Southern California och tjänstgjorde i United States Army Air Forces i andra världskriget. Efter kriget skrev han låtar tillsammans med Tormé fram till 1949, utöver "The Christmas Song" även "Born to be Blue", "A Stranger Called the Blues" och "Country Fair". Därefter samarbetade han med bland andra Cy Coleman, Kay Thompson, David Saxon och Duke Ellington. Tillsammans med Henry Mancini skrev han den Oscarsnominerade låten "It's Easy to Say" för filmen Blåst på konfekten (1979).